# I. e. 330
Évszázadok: i. e. 5. század – i. e. 4. század – i. e. 3. század
Évtizedek: i. e. 380-as évek – i. e. 370-es évek – i. e. 360-as évek – i. e. 350-es évek – i. e. 340-es évek – i. e. 330-as évek – i. e. 320-as évek – i. e. 310-es évek – i. e. 300-as évek – i. e. 290-es évek – i. e. 280-as évek
Évek: i. e. 335 – i. e. 334 – i. e. 333 – i. e. 332 –  i. e. 331 – i. e. 330 – i. e. 329 – i. e. 328 – i. e. 327 – i. e. 326 – i. e. 325

## Események

### Makedónia
- Január 20 – Nagy Sándor a perzsa-kapui csatában legyőzi az Ariobarzanész vezette perzsákat. Ariobarzanész a Zagrosz-hegységen átvezető Perzsa-kapu szűk szorosában mindössze 700 halhatatlanjával 30 napon át tartja fel a 17 ezer makedónt, míg egy pásztor meg nem mutatja nekik a kerülőösvényt. A perzsák ezután is az utolsó emberig harcolnak.
- Január 30 – Nagy Sándor bevonul Perszepoliszba és szabadrablást engedélyez. A várost tűzvész pusztítja el, egyes feltételezések szerint Nagy Sándor szándékosan gyújtja fel a palotát bosszúból azért, mert a perzsák korábban felégették Athént.
- Nagy Sándor III. Dareiosz üldözésére indul, de előtte még Ekbatanában Harpalosz gondjaira bízza a kincstárát, Parmeniónt pedig Médiában hagyja, hogy tartsa a kapcsolatot közötte és hatalmasra nőtt birodalma többi részével. Média kormányzását Atropatészra, Örményországét Mithrenészre bízza.
- A makedón uralkodó az Elburz-hegységen átkelve a Kaszpi-tenger melléki Hirkániába jut, ahol fogadja a perzsa kormányzók meghódolását, némelyiküket meghagyja hivatalában. Nyugat felé haladva legyőzi az Elburzban élő mardikat és elfogadja Dareiosz görög zsoldosainak megadását.
- Ariában legyőzi Szatibarzanész szatrapát és megalapítja Ariai Alexandriát (a mai Heratot).
- Philótasz, Parmenión fia és a hetairosz lovasság parancsnoka állítólag összeesküvést sző Nagy Sándor meggyilkolására. Philótaszt kivégzik és Nagy Sándor titkos üzenetet küld Parmenión helyettesének, hogy ölje meg felettesét, mielőtt az fellázad.

### Perzsa Birodalom
- Július 17 – Besszosz baktriai szatrapa elfogja, majd megöleti III. Dareioszt és V. Artaxerxész néven perzsa királlyá kiáltja ki magát.

### Görögország
- Athénban elutasítják Aiszkhinész vádját Ktésziphón ellen. Ktésziphón még i.e. 336-ban javasolta, hogy ajándékozzanak aranykoronát Démoszthenésznek az államnak tett szolgálataiért, mire Aiszkhinész beperelte. A döntést nagyban befolyásolta Démoszthenész ragyogó beszéde (A koronáról...). Aiszkhinész ezután Rodoszra vonul és a továbbiakban retorikát oktat.

### Róma
- Consullá választják Lucius Papirius Crassust és Lucius Plautius Vennót. A volscusok védelmet kérnek Rómától a szamniszok támadásai miatt. Vitruvius Vaccus vezetésével fellázad Fundi és Privernum; előbbi még ebben az évben megadja magát, a másikat ostrom alá veszik.[1]

## Kultúra
- Lüszipposz megalkotja Apoxüoménesz (Magát tisztogató atléta) c. szobrát (hozzávetőleges időpont).

## Halálozások
- III. Dareiosz perzsa király
- Kidinnu, káldeus csillagász és matematikus
- Parmenión, makedón hadvezér
- Philótasz, makedón tiszt, Parmenión fia
- Ariobarzanész, perzsa szatrapa
- Ephorosz, görög történetíró

## Fordítás
- Ez a szócikk részben vagy egészben  a(z)   330 BC című angol Wikipédia-szócikk ezen változatának fordításán alapul.  Az eredeti cikk szerkesztőit annak laptörténete sorolja fel. Ez a jelzés csupán a megfogalmazás eredetét és a szerzői jogokat jelzi, nem szolgál a cikkben szereplő információk forrásmegjelöléseként.